# Lista de asteroides troianos (campo grego)
Esta é uma lista de asteroides troianos de Júpiter que localizam-se no ponto de Lagrange L4, 60° à frente do planeta na mesma órbita.
Todos os asteroides deste grupo foram nomeados em homenagem a heróis gregos da Guerra de Troia, com exceção de 624 Hektor, que foi nomeado antes da criação desta convenção de nomenclatura.
- 588 Achilles
- 624 Hektor
- 659 Nestor
- 911 Agamemnon
- 1143 Odysseus
- 1404 Ajax
- 1437 Diomedes
- 1583 Antilochus
- 1647 Menelaus
- 1749 Telamon
- 1868 Thersites
- 1869 Philoctetes
- 2146 Stentor
- 2148 Epeios
- 2260 Neoptolemus
- 2456 Palamedes
- 2759 Idomeneus
- 2797 Teucer
- 2920 Automedon
- 3063 Makhaon
- 3391 Sinon
- 3540 Protesilaos
- 3548 Eurybates
- 3564 Talthybius
- 3596 Meriones
- 3709 Polypoites
- 3793 Leonteus
- 3794 Sthenelos
- 3801 Thrasymedes
- 4007 Euryalos
- (4035) 1986 WD
- 4057 Demophon
- 4060 Deipylos
- 4063 Euforbo
- 4068 Menestheus
- 4086 Podalirius
- 4138 Kalchas
- (4489) 1988 AK
- 4501 Eurypylos
- 4543 Phoinix
- 4833 Meges
- 4834 Thoas
- (4835) 1989 BQ
- 4836 Medon
- 4902 Thessandrus
- 4946 Askalaphus
- 5012 Eurymedon
- 5023 Agapenor
- (5025) 1986 TS6
- 5027 Androgeos
- 5028 Halaesus
- 5041 Theotes
- (5123) 1989 BL
- 5126 Achaemenides
- (5209) 1989 CW1
- 5244 Amphilochos
- 5254 Ulysses
- (5258) 1989 AU1
- 5259 Epeigeus
- 5264 Telephus
- 5283 Pyrrhus
- 5284 Orsilocus
- 5285 Krethon
- 5436 Eumelos
- 5652 Amphimachus
- (6090) 1989 DJ
- (6545) 1986 TR6
- 7119 Hiera
- 7152 Euneus
- 7214 Anticlus
- 7543 Prylis
- (7641) 1986 TT6
- 8060 Anius
- 8125 Tyndareus
- 8241 Agrius
- 8317 Eurysaces
- (9431) 1996 PS1
- (9590) 1991 DK1
- 9694 Lycomedes
- 9712 Nauplius
- 9713 Oceax
- (9790) 1995 OK8
- (9799) 1996 RJ
- (9807) 1997 SJ4
- 9817 Thersander
- 9818 Eurymachos
- 9828 Antimachos
- (9857) 1991 EN
- 9907 Oileus
- 10247 Amphiaraos
- 10664 Phemios
- 10989 Dolios
- 11251 Icarion
- 11252 Laertes
- (11351) 1997 TS25
- (11395) 1998 XN77
- (11396) 1998 XZ77
- (11397) 1998 XX93
- 11428 Alcinoös
- 11429 Demodokus
- 11668 Balios
- (12054) 1997 TT9
- 12238 Actor
- 12658 Peiraios
- 12714 Alkimos
- (12916) 1998 TL15
- (12917) 1998 TG16
- (12921) 1998 WZ5
- 12972 Eumaios
- 12973 Melanthios
- 12974 Halitherses
- (13060) 1991 EJ
- 13062 Podarkes
- 13181 Peneleos
- (13182) 1996 SO8
- (13183) 1996 TW
- 13184 Augeias
- 13185 Agasthenes
- 13229 Echion
- (13230) 1997 VG1
- (13323) 1998 SQ
- (13331) 1998 SU52
- (13353) 1998 TU12
- (13362) 1998 UQ16
- (13366) 1998 US24
- (13372) 1998 VU6
- (13379) 1998 WX9
- (13383) 1998 XS31
- (13385) 1998 XO79
- 13387 Irus
- 13463 Antiphos
- 13475 Orestes
- (13650) 1996 TN49
- (13694) 1997 WW7
- (13780) 1998 UZ8
- (13782) 1998 UM18
- (13790) 1998 UF31
- (13862) 1999 XT160
- (14235) 1999 XA187
- (14268) 2000 AK156
- (14518) 1996 RZ30
- (14690) 2000 AR25
- (14707) 2000 CC20
- 14791 Atreus
- 14792 Thyestes
- (15033) 1998 VY29
- (15094) 1999 WB2
- (15398) 1997 UZ23
- (15436) 1998 VU30
- (15440) 1998 WX4
- (15442) 1998 WN11
- (15521) 1999 XH133
- (15527) 1999 YY2
- (15529) 2000 AA80
- (15535) 2000 AT177
- (15536) 2000 AG191
- (15539) 2000 CN3
- 15651 Tlepolemos
- 15663 Periphas
- 15913 Telemachus
- (16099) 1999 VQ24
- (16152) 1999 YN12
- (16974) 1998 WR21
- 17351 Pheidippos
- (17874) 1998 YM3
- (18058) 1999 XY129
- (18060) 1999 XJ156
- (18062) 1999 XY187
- (18063) 1999 XW211
- (18071) 2000 BA27
- 18263 Anchialos
- (19725) 1999 WT4
- 19913 Aigyptios
- (20144) 1996 RA33
- (20424) 1998 VF30
- (20428) 1998 WG20
- (20716) 1999 XG91
- (20720) 1999 XP101
- (20729) 1999 XS143
- (20738) 1999 XG191
- (20739) 1999 XM193
- 20947 Polyneikes
- 20952 Tydeus
- 20961 Arkesilaos
- (20995) 1985 VY
- (21271) 1996 RF33
- 21284 Pandion
- (21370) 1997 TB28
- (21371) 1997 TD28
- (21372) 1997 TM28
- (21593) 1998 VL27
- (21595) 1998 WJ5
- (21599) 1998 WA15
- (21601) 1998 XO89
- 21602 Ialmenus
- (21900) 1999 VQ10
- (22008) 1999 XM71
- (22009) 1999 XK77
- (22010) 1999 XM78
- (22012) 1999 XO82
- (22014) 1999 XQ96
- (22035) 1999 XR170
- (22041) 1999 XK192
- (22042) 1999 XP194
- (22049) 1999 XW257
- (22052) 2000 AQ14
- (22054) 2000 AP21
- (22055) 2000 AS25
- (22056) 2000 AU31
- (22059) 2000 AD75
- (22149) 2000 WD49
- 22199 Klonios
- 22203 Prothoenor
- 22222 Hodios
- 22227 Polyxenos
- (22404) 1995 ME4
- 22503 Thalpius
- (23075) 1999 XV83
- (23114) 2000 AL16
- (23118) 2000 AU27
- (23119) 2000 AP33
- (23123) 2000 AU57
- (23126) 2000 AK95
- (23135) 2000 AN146
- (23144) 2000 AY182
- (23152) 2000 CS8
- (23269) 2000 YH62
- (23285) 2000 YH119
- 23355 Elephenor
- 23382 Epistrophos
- 23383 Schedios
- (23480) 1991 EL
- (23622) 1996 RW29
- (23624) 1996 UX3
- (23706) 1997 SY32
- (23709) 1997 TA28
- (23710) 1997 UJ
- (23939) 1998 TV33
- (23947) 1998 UH16
- (23958) 1998 VD30
- (23963) 1998 WY8
- (23968) 1998 XA13
- (23970) 1998 YP6
- (24212) 1999 XW59
- (24225) 1999 XV80
- (24233) 1999 XD94
- (24244) 1999 XY101
- (24275) 1999 XW167
- (24279) 1999 XR171
- (24312) 1999 YO22
- (24313) 1999 YR27
- (24340) 2000 AP84
- (24341) 2000 AJ87
- (24357) 2000 AC115
- (24380) 2000 AA160
- (24390) 2000 AD177
- (24403) 2000 AX193
- (24420) 2000 BU22
- (24426) 2000 CR12
- (24479) 2000 WU157
- (24485) 2000 YL102
- (24486) 2000 YR102
- (24498) 2001 AC25
- (24501) 2001 AN37
- (24505) 2001 BZ
- (24506) 2001 BS15
- (24508) 2001 BL26
- (24519) 2001 CH
- (24528) 2001 CP11
- (24530) 2001 CP18
- (24531) 2001 CE21
- (24534) 2001 CX27
- (24536) 2001 CN33
- (24537) 2001 CB35
- (24539) 2001 DP5
- 24587 Kapaneus
- 24603 Mekistheus
- (24882) 1996 RK30
- (25895) 2000 XN9
- (25910) 2001 BM50
- (25911) 2001 BC76
- (25937) 2001 DY92
- (25938) 2001 DC102
- 26057 Ankaios
- (26486) 2000 AQ231
- (26510) 2000 CZ34
- (26601) 2000 FD1
- (26705) 2001 FL145
- 26763 Peirithoos
- (28958) 2001 CQ42
- (28960) 2001 DZ81
- (30020) 2000 DZ5
- (30102) 2000 FC1
- (30510) 2001 DM44
- (31835) 2000 BK16
- (32498) 2000 XX37
- (33822) 2000 AA231
- (34684) 2001 CJ28
- 34993 Euaimon
- (35272) 1996 RH10
- (35276) 1996 RS25
- (35277) 1996 RV27
- (35363) 1997 TV28
- (35672) 1998 UZ14
- (35673) 1998 VQ15
- (36259) 1999 XM74
- (36265) 1999 XV156
- (36267) 1999 XB211
- (36268) 1999 XT213
- (36269) 1999 XB214
- (36270) 1999 XS248
- (36271) 2000 AV19
- (36279) 2000 BQ5
- (37281) 2000 YA61
- (37297) 2001 BQ77
- (37298) 2001 BU80
- (37299) 2001 CN21
- (37300) 2001 CW32
- (37301) 2001 CA39
- (37685) 1995 OU2
- (37710) 1996 RD12
- (37714) 1996 RK29
- (37715) 1996 RN31
- (37716) 1996 RP32
- (37732) 1996 TY68
- (37789) 1997 UL16
- (37790) 1997 UX26
- (38050) 1998 VR38
- (38051) 1998 XJ5
- (38052) 1998 XA7
- (38574) 1999 WS4
- (38585) 1999 XD67
- (38592) 1999 XH162
- (38594) 1999 XF193
- (38596) 1999 XP199
- (38597) 1999 XU200
- (38598) 1999 XQ208
- (38599) 1999 XC210
- (38600) 1999 XR213
- (38606) 1999 YC13
- (38607) 2000 AN6
- (38609) 2000 AB26
- (38610) 2000 AU45
- (38611) 2000 AS74
- (38614) 2000 AA113
- (38615) 2000 AV121
- (38617) 2000 AY161
- (38619) 2000 AW183
- (38621) 2000 AG201
- (39229) 2000 YJ30
- (39264) 2000 YQ139
- (39270) 2001 AH11
- (39275) 2001 AV37
- (39278) 2001 BK9
- (39280) 2001 BE24
- (39284) 2001 BB62
- (39285) 2001 BP75
- (39286) 2001 CX6
- (39287) 2001 CD14
- (39288) 2001 CD21
- (39289) 2001 CT28
- (39292) 2001 DS4
- (39293) 2001 DQ10
- (39362) 2002 BU1
- (39369) 2002 CE13
- 39463 Phyleus
- (39691) 1996 RR31
- (39692) 1996 RB32
- (39693) 1996 ST1
- (39793) 1997 SZ23
- (39794) 1997 SU24
- (39795) 1997 SF28
- (39797) 1997 TK18
- (39798) 1997 TW28
- (39803) 1997 UY15
- (40237) 1998 VM6
- (40262) 1999 CF156
- (41268) 1999 XO64
- (41340) 1999 YO14
- (41342) 1999 YC23
- (41350) 2000 AJ25
- (41353) 2000 AB33
- (41355) 2000 AF36
- (41359) 2000 AG55
- (41379) 2000 AS105
- (41417) 2000 AL233
- (41426) 2000 CJ140
- (41427) 2000 DY4
- (42036) 2000 YP96
- (42114) 2001 BH4
- (42146) 2001 BN42
- (42168) 2001 CT13
- (42176) 2001 CK22
- (42179) 2001 CP25
- (42182) 2001 CP29
- (42187) 2001 CS32
- (42200) 2001 DJ26
- (42201) 2001 DH29
- (42230) 2001 DE108
- (42367) 2002 CQ134
- 42403 Andraimon
- (42554) 1996 RJ28
- (42555) 1996 RU31
- (43212) 2000 AL113
- (43436) 2000 YD42
- (43627) 2002 CL224
- 43706 Iphiklos
- (46676) 1996 RF29
- (48269) 2002 AX166
- (51378) 2001 AT33
- (51405) 2001 DL106
- (52645) 1997 XR13
- (53436) 1999 VB154
- (53449) 1999 XG132
- (53469) 2000 AX8
- (53477) 2000 AA54
- (54678) 2000 YW47
- (54680) 2001 AS9
- (54689) 2001 DH101
- (55563) 2002 AW34
- (55568) 2002 CU15
- (55571) 2002 CP82
- (55574) 2002 CF245
- (55578) 2002 GK105
- (56355) 2000 AX130
- (57041) 2001 EN12
- (57904) 2002 ER25
- (57910) 2002 ED61
- (57915) 2002 EB110
- (57920) 2002 EL153
- 58096 Oineus
- (58366) 1995 OD8
- (58473) 1996 RN7
- (58475) 1996 RE11
- (58478) 1996 RC29
- (58479) 1996 RJ29
- (58480) 1996 RJ33
- (59049) 1998 TC31
- (59355) 1999 CL153
- (60257) 1999 WB25
- (60313) 1999 XW218
- (60322) 1999 XB257
- (60328) 2000 AH7
- (60383) 2000 AR184
- (60388) 2000 AY217
- (60399) 2000 AY253
- (60401) 2000 BQ21
- (60421) 2000 CZ31
- (63175) 2000 YS55
- (63176) 2000 YN59
- (63193) 2000 YY118
- (63195) 2000 YN120
- (63202) 2000 YR131
- (63205) 2000 YG139
- (63210) 2001 AH13
- (63231) 2001 BA15
- (63234) 2001 BB20
- (63239) 2001 BD25
- (63241) 2001 BJ26
- (63257) 2001 BJ79
- (63259) 2001 BS81
- (63265) 2001 CP12
- (63269) 2001 CE24
- (63272) 2001 CC49
- (63273) 2001 DH4
- (63278) 2001 DJ29
- (63279) 2001 DW34
- (63284) 2001 DM46
- (63286) 2001 DZ68
- (63287) 2001 DT79
- (63290) 2001 DS87
- (63291) 2001 DU87
- (63292) 2001 DQ89
- (63294) 2001 DQ90
- (65000) 2002 AV63
- (65097) 2002 CC4
- (65109) 2002 CV36
- (65111) 2002 CG40
- (65134) 2002 CH96
- (65150) 2002 CA126
- (65174) 2002 CW207
- (65179) 2002 CN224
- (65194) 2002 CV264
- (65205) 2002 DW12
- (65206) 2002 DB13
- (65209) 2002 DB17
- (65210) 2002 EG
- (65211) 2002 EK1
- (65216) 2002 EZ13
- (65217) 2002 EY16
- (65223) 2002 EU34
- (65224) 2002 EJ44
- (65225) 2002 EK44
- (65227) 2002 ES46
- (65228) 2002 EH58
- (65229) 2002 EE61
- (65232) 2002 EO87
- (65240) 2002 EU106
- (65243) 2002 EP118
- (65245) 2002 EH130
- (65250) 2002 FT14
- (65257) 2002 FU36
- (65281) 2002 GM121
- 65583 Theoklymenos
- (65811) 1996 RW30
- (67065) 1999 XW261
- (68112) 2000 YC143
- (68725) 2002 ED3
- (68766) 2002 EN102
- (68788) 2002 FU13
- 73637 Guneus
- (79444) 1997 UM26
- (80251) 1999 WW11
- (80302) 1999 XC64
- (80638) 2000 AM217
- (83975) 2002 AD184
- (83977) 2002 CE89
- (83978) 2002 CC202
- (83979) 2002 EW5
- (83980) 2002 EP9
- (83981) 2002 EJ22
- (83983) 2002 GE39
- (83984) 2002 GL77
- 85030 Admetos
- 99950 Euchenor